# Маріанна (Пенсільванія)
Маріанна (англ. Marianna) — місто (англ. borough) в США, в окрузі Вашингтон штату Пенсільванія. Населення — 399 осіб (2020).

## Географія
Маріанна розташована за координатами 40°0′46″ пн. ш. 80°6′44″ зх. д. / 40.01278° пн. ш. 80.11222° зх. д. (40.012824, -80.112099).  За даними Бюро перепису населення США в 2010 році місто мало площу 5,07 км², уся площа — суходіл.

## Демографія
Згідно з переписом 2010 року, у селищі мешкали 494 особи в 200 домогосподарствах у складі 135 родин. Густота населення становила 97 осіб/км².  Було 260 помешкань (51/км²).
Расовий склад населення:
| - 91,9 % — білих - 3,6 % — чорних або афроамериканців - 1,0 % — корінних американців |

До двох чи більше рас належало 3,4 %. Частка іспаномовних становила 0,4 % від усіх жителів.
За віковим діапазоном населення розподілялося таким чином: 25,7 % — особи молодші 18 років, 62,2 % — особи у віці 18—64 років, 12,1 % — особи у віці 65 років та старші. Медіана віку мешканця становила 35,7 року. На 100 осіб жіночої статі у селищі припадало 96,0 чоловіків;  на 100 жінок у віці від 18 років та старших — 92,1 чоловіків також старших 18 років.
Середній дохід на одне домашнє господарство  становив 45 837 доларів США (медіана — 35 673), а середній дохід на одну сім'ю — 51 009 доларів (медіана — 38 056). За межею бідності перебувало 33,1 % осіб, у тому числі 48,3 % дітей у віці до 18 років та 0,0 % осіб у віці 65 років та старших.
Цивільне працевлаштоване населення становило 167 осіб. Основні галузі зайнятості: освіта, охорона здоров'я та соціальна допомога — 38,3 %, роздрібна торгівля — 14,4 %, науковці, спеціалісти, менеджери — 10,8 %, мистецтво, розваги та відпочинок — 9,0 %.